# NDcube
Nintendo Cube Co., Ltd. (ニンテンドーキューブ株式会社 Kabushiki gaisha Nintendōkyūbu), anteriormente 
NDcube, es una empresa japonesa desarrolladora de videojuegos con sede en Japón y oficinas en Tokio y Sapporo. Nd Cube es una subsidiaria de Nintendo. La empresa fue fundada el 1 de marzo de 2000, como emprendimiento conjunto entre Nintendo y la empresa publicitaria Dentsu, de ahí el nombre "ND". Las participaciones de la subsidiaria fueron de Nintendo en un 78%, por Dentsu en un 13,3% y por accionistas aún indecisos en un 8,7%. Pero en 2010 Nintendo decidió comprar el 98% de las participaciones, con Detsu haciéndose a un lado.

## Videojuegos
| Year | Title                                                                | Platform(s)       |
| ---- | -------------------------------------------------------------------- | ----------------- |
| 2001 | F-Zero: Maximum Velocity                                             | Game Boy Advance  |
| 2001 | EZ-Talk Shokyuuhen series                                            | Game Boy Advance  |
| 2001 | Dokodemo Taikyoku Yakuman Advance                                    | Game Boy Advance  |
| 2002 | Card Party                                                           | Game Boy Advance  |
| 2002 | Pool Edge                                                            | GameCube          |
| 2003 | Tube Slider                                                          | GameCube          |
| 2010 | Wii Party                                                            | Wii               |
| 2011 | Wii Play: Motion                                                     | Wii               |
| 2012 | Mario Party 9                                                        | Wii               |
| 2013 | Wii Party U                                                          | Wii U             |
| 2013 | Mario Party: Island Tour                                             | Nintendo 3DS      |
| 2015 | Mario Party 10                                                       | Wii U             |
| 2015 | Animal Crossing: Amiibo Festival                                     | Wii U             |
| 2016 | Mario Party: Star Rush                                               | Nintendo 3DS      |
| 2017 | Mario Party: The Top 100                                             | Nintendo 3DS      |
| 2017 | Animal Crossing: Pocket Camp                                         | Android, iOS      |
| 2018 | Super Mario Party                                                    | Nintendo Switch   |
| 2020 | Clubhouse Games: 51 Worldwide Classics                               | Nintendo Switch   |
| 2021 | Mario Party Superstars                                               | Nintendo Switch   |
| 2023 | Everybody 1-2-Switch!                                                | Nintendo Switch   |
| 2024 | Super Mario Party Jamboree                                           | Nintendo Switch   |
| 2024 | Animal Crossing: Pocket Camp Complete                                | Android, iOS      |
| 2025 | Nintendo Switch 2 Welcome Tour                                       | Nintendo Switch 2 |
| 2025 | Super Mario Party Jamboree – Nintendo Switch 2 Edition + Jamboree TV | Nintendo Switch 2 |